# Ettrick (kommun i Wisconsin)
Ettrick är en kommun (town) i Trempealeau County i delstaten Wisconsin, USA. Den omger bykommunen med samma namn